# شویر
شویر روستایی است که در بخش مرکزی دهستان سنجبد غربی شهرستان کوثر استان اردبیل قرار دارد. در سرشماری سال ۱۳۸۵ جمعیت این روستا ۱۴۰ نقر در قالب ۲۲ خانوار بوده است.